# Fritz Ligges
Fritz Ligges (Unna, 29 de julho de 1938 - 21 de maio de 1996) foi um ginete de elite alemão especialista em saltos e CCE, campeão olímpico. 

## Carreira
Fritz Ligges representou seu país nos Jogos Olímpicos de 1964, 1972 e 1984, na qual conquistou a medalha de ouro nos saltos por equipes em 1972.